# Sphaeromides virei
Sphaeromides virei là một loài chân đều trong họ Cirolanidae. Loài này được Brian miêu tả khoa học năm 1923.